# Cecilio Acosta (Maracaibo)
Pour les articles homonymes, voir Acosta.
Cecilio Acosta est l'une des dix-huit paroisses civiles de la municipalité de Maracaibo dans l'État de Zulia au Venezuela. Sa capitale est Maracaibo.

## Étymologie
La paroisse civile est nommée en l'honneur de l'écrivain vénézuélien Cecilio Acosta (1818-1881).